# Horkai Antal
Horkai Antal, Horkay (Kak, Zemplén megye, 1821. május 5. – Budapest, 1875. július 5.) elemi tanító.

## Élete
Apja gazdatiszt volt. Tanult Zádorfalván, Boldván, Sárospatakon és Pesten, ahol óvóképző tanfolyamot is hallgatott; innét Jánosiba és 1846-ban Lasztócra ment tanítónak, ahol Szemere Miklós házánál nevelő lett. Itt ismerkedett meg Kazinczy Gáborral. Szemere Miklós ajánló levelével aztán Pestre ment; de nem telt bele egy év, hogy elhagyta a fővárost. 1847-ben Tiszafüreden tanító volt, ahol árvaházat létesített Józsa György segítségével. Ez volt hazánkban az első szeretetház. A szabadságharcban mint élelmezési biztos vett részt; azután bujdosott, majd börtönbe jutott, ahonnét csellel menekült. 1852-ben került Máramarosszigetre tanítónak a református líceum I. és II. osztályába; innen 1873. szeptemberben meghívták árva-atyának Budapestre a protestáns árvaházba; elfogadta, elment, de már a következő évben meghalt és 1874. július 7-én az írói segélyegylet temettette el. 1866-ban jegyzője volt a máramaros-tájéki református pap-tanító egyesületnek.
Horkai páratlan előszeretettel művelte a gyermekirodalmat, e tekintetben úttörőnek tekinthető; szokása volt csengő-bongó versecskéit elterjedtebb népies dallamokra írni; az iskolákban némely dalát (mint: Nagy a világ, kicsiny benne a hazám is. A városból kimentem a pusztába) ma is éneklik. Munkáit Horkai bácsi névvel szokta jegyezni.
Cikkei a Családi Lapokban, (IV. 1855.); a Prot. Népkönyvtárban (1857.); a Hazánk és a Külföldben (1871. Viski olajárusok) sat.

## Művei
- Halotti énekek temetkezési alkalmakra. Pest, 1855. (Bpest, 1890.)
- Kis Hegedű, vagy magyar dalnok kis gyermekek számára. Pest, 1857. (Bpest. 1881. I. Vásárfia, II. Kis hegedű, III. Kis mesélő.)
- Sziv tolmácsa. M.-Sziget, 1856. (Versek.)
- Szomorú ének. A máramaros-szigeti helvét-hitvall. egyháznak 1859. aug. 10-ről. M.-Sziget, 1859.
- Kis mesélő. M.-Sziget, 1862.
- Kis brugó. Magyar dalok gyermekek számára. 1862.
- Kis templom. Imák és énekek elemi iskolák számára. Debreczen, 1862.
- Vásárfia. Pest, 1862.
- Kis katona. Honfidalok és versek. Kolozsvár, 1863.
- ABC és képes olvasókönyv gyermekek számára. Debreczen, 1863.
- Kis oltár. Imádságos és énekes könyvecske... kis gyermekek számára. Debreczen, 1866.
- Máramarosmegye földleírása. Mogyoróhéjba szorítva kis iskolás gyermekek számára. M.-Sziget, 1866. (2. kiadás.)
- Kis fülbevaló. Egészségtani szabályok. Pest, 1866.
- Kis pajtás, vagy abc- és olvasókönyvecske, az írva-olvasás tanítására. Debreczen, 1866.
- Kis bölcső, vagy M.-Sziget helyismerete; madárka tojásba szorítva. M.-Sziget, 1868.
- Kis lant, vagy szivnemesítő és erkölcsi magyar dalok. M.-Sziget, 1868.
- Kis trombita. Kolozsvár...
- Kis furulya...
- Kis zengő bokor...
- Kis csillag. M.-Sziget...
- Kis zongora, gyermekdalok...
- Kis dalnok..
- Kis orgona. Nagy-Bánya...
- Kis világ, tanulságos és erkölcsi versek...
- Egy akol és egy pásztor, valláskülönbség nélkül...
- Kisdedóvó segéd...
- Kis tanító, házi ABC...
- Kis izraelita...
- Kis rajzok a gyermekvilágból és állati országból...
- Kis természetrajz. Párbeszédben előadva kedélyes versekkel és dalokkal. M.-Sziget. 1872.
- Pest-Pilis-Solt megye földirata kis gyűszübe szorítva. Bpest, 1874.
- Kis ország szive, vagy Budapest helyismerete, madárka tojásba szorítva. Bpest, 1874.
- Kis homokszem a hála oltárához. Jóltevőiknek nyujtják karácson estéjén a prot. árvaház árvái. Bpest. 1874. (Ism. Néptanítók Lapja.)